# Valentin Jamerai Duval

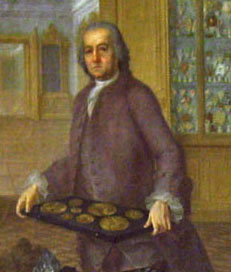
Valentin Jamerai Duval 1773

Valentin Jamerey-Duval (* 25. April 1695 in Arthonnay in der Champagne; † 3. November 1775 in Wien) war ein französischer Numismatiker. 

## Leben und Wirken
Jamerey-Duval war Sohn eines Wagners, wuchs nach dem Tod seines Vaters bei dessen Schwager auf. Er erarbeitete sich autodidaktisch Kenntnisse der Astronomie und Geographie, studierte später an der Universität Pont-à-Mousson und wurde von Herzog Leopold von Lothringen zunächst als Bibliothekar, dann als Geschichtsdozent an der Ritterakademie in Lunéville angestellt. Er folgte Franz III. Stephan nach dessen Erwerb des Großherzogtitels der Toskana nach Florenz, wo er Bibliothekar im Palazzo Pitti war. Schließlich wurde Jamerey-Duval unter Kaiser Franz I. Aufseher des Medaillen- und Münzcabinet in Wien.

## Schriften
- mit Erasmus Fröhlich und Joseph Khell von Khellburg: Numismata Cimelii Caesarei Regii Austriaci Vindobonensis. Herausgegeben von Joseph de Francé. 2 Bände. Trattner, Wien 1754–1755, (Digitalisate: Band 1, Band 2).
- Monnoies en Argent qui composent une des differentes Parties du Cabinet de S. M. l’Empereur depuis les plus grandes Pieces jus qu’au Florin inclusivement. Trattner, Wien 1756, (Digitalisat).
- Oeuvres. Herausgegeben von Koch. 2 Bände. Treuttel, Sankt Petersburg u. a. 1784, (Digitalisate: Band 1, Band 2).
- Briefwechsel mit Anastasia Socoloff. Aus dem Französischen übersetzt von Samuel Baur. 2 Bände. Felsecker, Nürnberg 1792, (Digitalisate: Theil 1, Theil 2).